# Bruce Halford
 Bruce Halford  va ser un pilot de curses automobilístiques britànic que va arribar a disputar curses de Fórmula 1.
Bruce Halford va néixer el 18 de maig del 1931 a Hampton-in-Arden, Warwickshire, Anglaterra i va morir el 2 de desembre del 2001 a Churston Ferrers, Devon, Anglaterra.

## A la F1
Va debutar a la sisena cursa de la temporada 1956 (la setena temporada de la història) del campionat del món de la Fórmula 1, disputant el 14 de juliol del 1956 el GP de la Gran Bretanya al Circuit de Silverstone.
Bruce Halford va participar en un total de nou curses puntuables pel campionat de la F1, repartides en quatre temporades diferents (1956 - 1960), aconseguint un vuitè lloc com a millor classificació.

## Resultats a la Fórmula 1
| Any  | Equip                     | Xassís   | Motor    | 1       | 2       | 3   | 4   | 5   | 6       | 7       | 8       | 9   | 10  | Posició | Punts |
| ---- | ------------------------- | -------- | -------- | ------- | ------- | --- | --- | --- | ------- | ------- | ------- | --- | --- | ------- | ----- |
| 1956 | Bruce Halford             | Maserati | Maserati | ARG     | MON     | 500 | BEL | FRA | GBR Ret | ALE DSQ | ITA Ret |     |     | -       | 0     |
| 1957 | Bruce Halford             | Maserati | Maserati | ARG     | MON     | 500 | FRA | GBR | ALE 11  | PES Ret | ITA Ret |     |     | -       | 0     |
| 1959 | John Fisher               | Lotus    | Climax   | MON Ret | 500     | FRA | USA | HOL | GBR     | ALE     | POR     | ITA |     | -       | 0     |
| 1960 | Cooper Car Company        | Cooper   | Climax   | ARG     | MON NVQ | 500 | USA | HOL | BEL     |         |         |     |     | -       | 0     |
| 1960 | Yeoman Credit Racing Team | Cooper   | Climax   |         |         |     |     |     |         | FRA 8   | GBR     | POR | ITA | -       | 0     |

### Resum
| Curses: | Victòries: | Pòdiums: | Poles: | Voltes ràpides: | Punts: |
| ------- | ---------- | -------- | ------ | --------------- | ------ |
| 9       | 0          | 0        | 0      | 0               | 0      |